# .museum
.museum es un dominio de Internet genérico de nivel superior utilizado exclusivamente por museos, asociaciones de museos y miembros individuales de profesiones relacionadas con los mismos.
El dominio .museum entró al Domain Name System el 20 de octubre de 2001, y fue el primer dominio patrocinado de nivel superior que fue instituido por acciones de la ICANN.
Los registros son procesados por registradores acreditados.